# Stazione di Pedace
La stazione di Pedace è una stazione ferroviaria della linea Cosenza–Catanzaro Lido e di diramazione per Camigliatello delle Ferrovie della Calabria a servizio dell'omonimo centro abitato. Dal 2011 il servizio ferroviario per la diramazione è sospeso.

## Storia
La stazione venne prevista e costruita come parte della prima tratta Cosenza-Pietrafitta della linea a scartamento normale Cosenza-Nocera Tirrena (Nocera Terinese), prevista dalla "Legge Baccarini". In seguito all'abbandono del progetto la stazione fu ceduta, il 9 ottobre 1916, alla Società per le Strade Ferrate del Mediterraneo che aveva ottenuto la concessione per le ferrovie calabresi e lucane a scartamento ridotto e fu integrata nella prima tratta (Cosenza–Rogliano) della linea in costruzione Cosenza–Catanzaro Lido.
La stazione divenne di diramazione nel 1922 quando in essa venne collegata e aperta al traffico la linea per San Pietro in Guarano (che sarà in più riprese successivamente prolungata fino a San Giovanni in Fiore).